# Dormeuil
Pour les articles homonymes, voir Dormeuil (homonymie).
 (décembre 2020).
Dormeuil est une entreprise familiale française fondée en 1842, spécialisée dans la fabrication de tissus pour habillement haut de gamme et détenant sa propre marque de prêt-à-porter masculin. La famille Dormeuil dirige l’entreprise depuis son origine : Dominic Dormeuil en est ainsi à la tête depuis 1999. Victor Dormeuil, représentant la 6e génération a pris en charge la stratégie et le developpement de la marque.
Le siège social est implanté en France sur la commune de Wissous en région Île-de-France. L’unité de production « Minova » se trouve au Royaume-Uni, à Dewsbury dans le comté du Yorkshire. La société est également représentée par des filiales dans sept pays.

## Histoire de la société

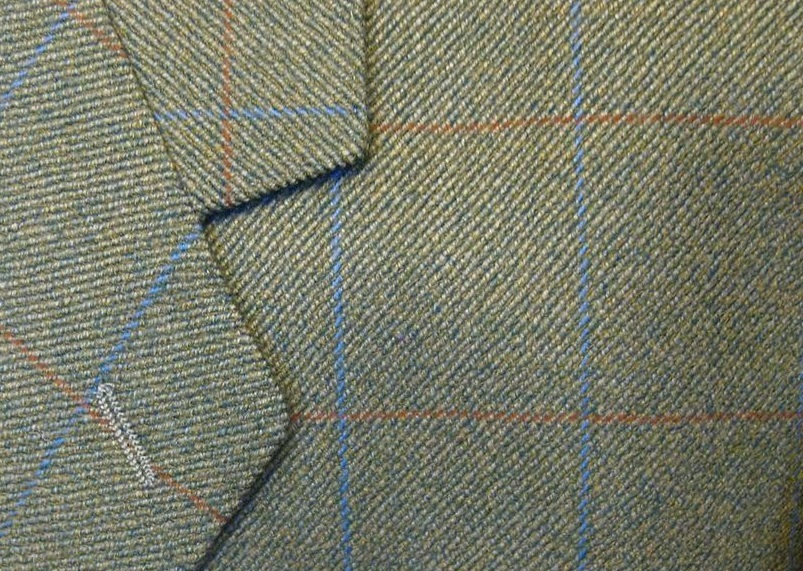
Textile

### Création en 1842
En 1842, Jules Dormeuil, arrière-petit-fils d'un négociant de tissu, est employé dans un commerce de négoce de tissus, la Société Dumont Frères, où il devient associé au bout d'un an seulement grâce à l'idée ingénieuse d'importer des draps d'Angleterre pour les revendre en France. Ses deux frères, Alfred et Auguste, le rejoignent en 1858. La société est renommée « A. Dumont & J. Dormeuil », puis « A. Dumont et Dormeuil frères » en acquérant de nouveaux locaux au 4, rue Vivienne à Paris. 
La société Dormeuil est déplacée en Angleterre à cause de la Guerre franco-allemande de 1870.
Cette situation, qui se reproduit plusieurs fois au cours du XXe siècle, ancra profondément la marque dans un double héritage franco-britannique.

### 1900-1939: Développement
À la fin du XIXe siècle, la société Dormeuil ouvre son premier bureau à New York. Puis, au début du siècle, la famille Dormeuil commence à tisser des liens importants avec le Japon.
La House of Dormeuil est construite en 1926 à Londres, dans la Warwick Street à proximité du célèbre quartier des tailleurs de Savile Row. L’entreprise se développe également aux États-Unis, en Afrique et en Asie. Par ailleurs, la maison lance au niveau mondial son nouveau tissu, le « Sportex, », première innovation d’une longue lignée et premier tissu qui porte un nom.

### 1945-1999: Internationalisation
Les années 1950 marquent l’ouverture des deux premières filiales de la marque à Milan et Düsseldorf. 
En 1974, la société déménage à Palaiseau, près d’Orly, où elle fait construire ses propres locaux. En 1992, l'entreprise fête ses 150 ans d'existence, et pour l'occasion, les lumières de la Tour Eiffel s'éteignent. 
En 1999, Dominic Dormeuil prend la tête de l'entreprise. La stratégie de ce nouveau PDG est de trouver de nouvelles fibres et de nouvelles techniques innovantes de tissage.

### Années 2000: l'innovation au cœur de la stratégie
En 2008, une nouvelle filiale est ouverte à New Delhi, puis à Shanghai en 2010 lors de l'anniversaire des 120 ans de présence de Dormeuil en Chine. 
En 2011, le siège social de Dormeuil est déplacé : il quitte Palaiseau pour Wissous.
Le groupe est aujourd'hui composé de :
- Dormeuil Frères SAS, qui s'occupe de la commercialisation des tissus avec ses filiales de distribution

- La société Dormeuil avec huit bureaux à travers le monde : Londres, Paris, Milan, New Delhi, Shanghai, Tokyo, Melbourne et New York.

## Famille Dormeuil

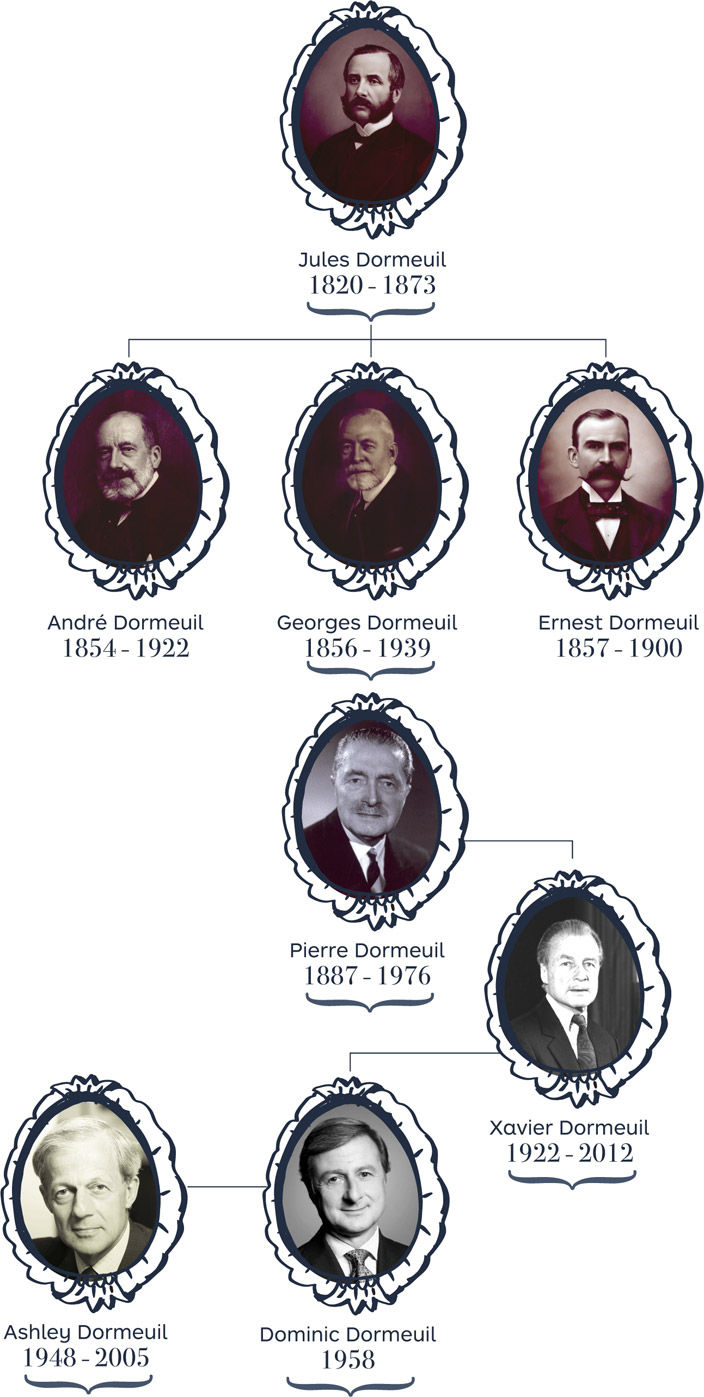
Les cinq générations Dormeuil.

Cinq générations Dormeuil depuis la création de la maison :
- Première génération : le fondateur, Jules Dormeuil (1820-1873)
- Deuxième génération avec Georges Dormeuil (1856-1939)
- Troisième génération avec Pierre Dormeuil (1887-1976)
- Quatrième génération avec Xavier Dormeuil (1922-2012)
- Cinquième génération : le président actuel, Dominic Dormeuil (1958)
- Sixième génération avec Victor Dormeuil : directeur de la stratégie et du développement (1995)

## Tissus et innovations techniques
La société Dormeuil est à l’origine de la création de nombreux tissus et innovations. Elle propose près de 3 000 références et fabrique des tissus pour les maisons de haute couture et les tailleurs pour homme confectionnant en sur mesure.
- 1922 : Sportex est un tissu en pure laine sur une armature toile qui, à son origine, pesait 900 g/m2 (il pèse aujourd'hui 320 g/m2). Ce tissu est utilisé par des sportifs, comme le golfeur Henry Cotton et le tennisman René Lacoste. Son altesse royale George VI l'a porté lors de l’Open de Golf de 1948 à Muirfield. Sa création fut suivie de celle de Frilex et de Tropitex, toujours pour répondre aux exigences des sportifs. Ce tissu est aussi le tout premier à utiliser une lisière parlante[11].
- 1957 : Tonik®, est un tissu qui pèse 550 g/m2 en laine et mohair alpaga et qui pour être plus brillant, sans avoir recours à de la silicone ou de la résine, est passé dans un rouleau d'acier incandescent. Dès sa sortie, ce fut un bestseller[12], il s'en vendait 800 000 mètres par an.

- 1967 : Super Brio, est un tissu pour le jour spécifique pour les pays chauds car très léger (290 g/m2), composé de Kid Mohair (59 %) et de laine peignée (41 %).

- 1990 : Microlight est le premier tissu utilisant les fibres synthétiques afin de le rendre le plus léger possible. Il pèse 220 g/m2, associant de la laine super 80’s (en) (70 %) à des microfibres (30 %).

- 1999 : Pashmina[13], est composé de deux fibres rares : de la soie et de la laine provenant de bébés chèvres du Ladakh.

- 2005 : Vanquish, tissu composé de Pashmina et de Vigogne, est le tissu le plus cher du monde avec seulement 300 coupes disponibles[14].

- 2007 : Royal Qiviuk est créé  à l'occasion des 165 ans de la marque. Il est composé de laine Super 200’s (en), de Cachemire et de laine (qiviuk) provenant d'un bison d’Arctique, le Muskox, possédant la fourrure la plus longue et la plus fine de tous les mammifères[15].

- 2008 : Kirgyz White[16],  est un tissu issu d’une fibre découverte par Dominic Dormeuil au Kirghizistan. Cette fibre est aussi fine et douce que le cachemire, aussi résistante que le mohair et aussi satinée que la soie.

- 2010 : Jade[17], est le fruit d'un mariage peu commun entre de la laine et une pierre, le jade.

- 2012 : Infinity[18], a été créé à partir des fibres des moutons de Nouvelle-Zélande pour célébrer les 170 ans de la maison. Décliné en huit coloris, ce tissu est composé de deux fibres à la finesse inédite : de la laine Super 230’s (en) et du cachemire au micronnage de 12,2 µ.

- 2013 : Extreme Vicuna by Dormeuil[19] a été conçu à partir d'une fibre de haute qualité que l'on[Qui ?] trouve exclusivement sur les vigognes d'Argentine. Ce tissu est caractérisé par sa grande finesse, sa longueur et sa brillance.
- 2016 : Exel est l'un des premiers tissu à présenter un stretch naturel, grâce à un tissage technique spécifique.
- 2019 : Tonik Wool est le premier tissu complètement traçable de la maison, grâce à la technologie Blockchain.
- 2022 : Millennial est la première liasse entièrement RWS de Dormeuil. C'est une collection charnière entre les générations passées et futures par ses motifs, caractérisques et engagements.

## Offres et collections complémentaires

### Prêt-à-porter
En 1957, la société Dormeuil crée sa première ligne de prêt-à-porter sous le nom de « Guy Dormeuil ». Après cette première expérience dans les années 1960 - 1970, la marque revient sur le marché du prêt-à-porter au début des années 2000. Dormeuil Mode est ainsi créée pour en gérer la distribution. Ce qui a entrainé l'ouverture de plusieurs boutique à Paris et à Tokyo et de plusieurs corners dans de grands magasins.
Le créateur Pierre-Henri Mattout en a été le directeur artistique de 2004 à 2006.

### Luxury Brand
En août 2013, la société Dormeuil commercialise son service de tissus sur mesure destiné aux maisons de luxe, comme Chanel, Dior, Louis Vuitton, Stefano Ricci, Ralph Lauren, Brioni, Zilli ou encore Dunhill[source secondaire nécessaire], lors des défilés de mode par exemple.

## Campagnes publicitaires et sponsoring

### Logo et slogan de Dormeuil
| Blason de la maison Dormeuil 2022 | Depuis 1860, les armes de la famille Dormeuil se blasonnent ainsi: de gueules au double chevron d'or, à trois rencontres de bélier du même, 2 en chef et 1 en pointe. Aux trois frères de la première génération Dormeuil, succèdent trois fils, et l’histoire se perpétua avec les générations suivantes. L'ancien blason de la marque reprennait la symbolique du chiffre trois: les trois têtes de béliers, faisant référence au mythe de la Toison d'or et des trois frères, sur un écu barré d'un double chevron (motif décoratif en forme de V), surmonté d'un ruban et souligné de la devise de la maison : Domus amica, domus optima (une qualité à l'image de l’hospitalité). Le logo a été revu en 2022 avec un blason modernisé et l’ajout des taglines "1842 Paris" & "Ethical Cloth" |  |

### Identification: la «lisière parlante» de Dormeuil
Depuis 1922, les tissus Dormeuil sont identifiés et identifiables par une lisière tissée qui mentionne le nom du tissu, son origine (lieu de sa fabrication) et sa composition.
À l’origine, les lisières étaient fabriquées à la main à partir d’un carton perforé, puis les lisières ont été tissées sur un mécanisme jacquard dit « jacquerette ».

### Dormeuil's diary ou la vie Dormeurisienne
Après la Première Guerre mondiale et jusqu’à la veille de la Seconde, la maison Dormeuil pris l’habitude d’écrire et de publier un feuillet mensuel, ancêtre des newsletters ou des blogs de mode, véritable chronique de mode et des modes de vie de l’époque rempli d’humour[source secondaire nécessaire]. Le slogan était simple : « Pas de véritable élégance sans un peu d’humour ».

### Première campagne publicitaire: «Dormeurine» par Cecil Aldin
« Dormeurine » fut la vraie première campagne publicitaire[source insuffisante] de la maison Dormeuil en 1920.
C’est le  célèbre peintre animalier et illustrateur humoristique britannique, Cecil Aldin, qui créa la campagne et le slogan « Chacun pour soi, Dormeurine pour tous ».  

### Hommes Dormeuil

#### Égéries Dormeuil
Dormeuil se lance dans le sponsoring très tôt, avec Arnaud Massy (1877-1950), considéré par beaucoup comme le plus grand joueur de l’histoire du golf en France. Il fut le premier européen non britannique à remporter l’Open britannique en 1907.
En 1927, lors de la coupe Davis, Dormeuil habille en pantalon blanc Frilex « les Mousquetaires» : René Lacoste, Henri Cochet, Jacques Brugnon, et Jean Borotra, célèbres joueurs de tennis français, qui remportent haut la main la coupe. 
Selon Émile Allais, champion du monde de ski en 1937, habillé par Dormeuil « la performance du sportif confirme les performances du tissu ».
En 1931, la Maison Dormeuil convainc un jeune golfeur du nom d’Henry Cotton de porter des tenues de golf fabriquées en Sportex.

#### Mannequins et photographes célèbres
Dans les années Dormeuil choisit Veruschka, un des mannequins les plus célèbres des années 1960/70 pour incarner la nouvelle campagne Tonik. Elle sera immortalisée par le photographe italien Alec Murray, et Franco Rubartelli, photographe de mode italien.
Pour sa campagne de 1986, Dormeuil a fait appel à Victor Skrebneski, et à une jeune mannequin pleine d’avenir et au début de sa carrière, Cindy Crawford.

#### René Gruau

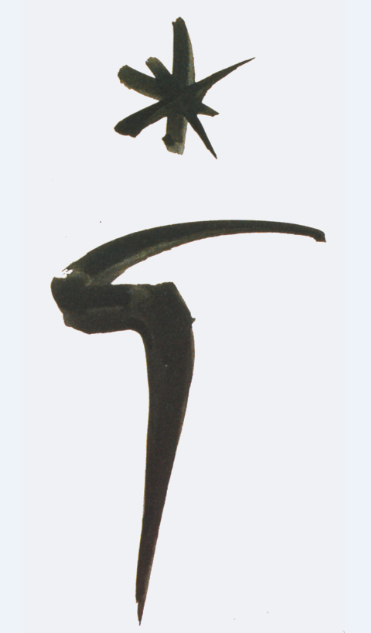
La célèbre signature de René Gruau.

Après une collaboration ponctuelle dans les années 1950, Dormeuil demande à René Gruau, le célèbre illustrateur de mode, de donner un nouveau visage à l’Homme Dormeuil des années 1980.

#### «Dormeuil Man»
À l’aube du XIXe siècle, Dormeuil retourne à ses premières amours en termes de campagnes publicitaires : le dessin, avec une nouvelle série d’illustrations réalisées par Virgile Dureuil, puis Alfio Buscaglia qui recrée le personnage de « Dormeuil Man ».

## Collection de Georges Dormeuil
Georges Dormeuil est à l’origine d’une importante collection d’œuvres d’art. À l’exception de quelques pièces laissées au musée Carnavalet (dont des dessins de Saint-Aubin), la plupart de ces pièces sont aujourd’hui au musée du Louvre qui les a reçues en donation. Ses collections comprenaient entre autres des œuvres du Moyen Âge, en particulier des ivoires religieux et des tapisseries, des meubles du XVIIIe siècle et surtout des dessins et pastels dont certains signés par Watteau et Fragonard.
La vente qui a eu lieu chez Sotheby's en 2007 à Paris a révélé l’ampleur de sa collection. En effet, 100 % des lots ont été vendus pour la somme totale de 9,4 millions d’euros. De plus, une des pièces - un exceptionnel diptyque de la Passion datant du XIVe siècle attribué à R. Koechlin - a battu le record mondial de prix de vente pour une œuvre médiévale en ivoire et est l’œuvre la plus chère vendue par Sotheby's France.